# Ligularia glauca
Ligularia glauca là một loài thực vật có hoa trong họ Cúc. Loài này được (L.) O.Hoffm. mô tả khoa học đầu tiên năm 1892.